# Okręg Vouziers
Okręg Vouziers (fr. Arrondissement de Vouziers) – okręg w północno-wschodniej Francji. Populacja wynosi 22 500.

## Podział administracyjny
W skład okręgu wchodzą następujące kantony:
- Attigny,
- Buzancy,
- Grandpré,
- Chesne,
- Machault,
- Monthois,
- Tourteron,
- Vouziers.